# 칠암도서관
칠암도서관은 경상남도 김해시 삼방동에 소재한 시립 도서관이다.

## 연혁
칠암도서관은 1996년 10월 12일에 대저토건의 박순규 회장의 기부로 착공되었다. 1999년 1월 7일에 칠암도서관의 관리 운영에 대한 김해시 조례가 제정되었다. 2월 23일에 개관하였다.

## 같이 보기
- 화정글샘도서관
- 기적의 도서관
- 장유도서관

## 갤러리

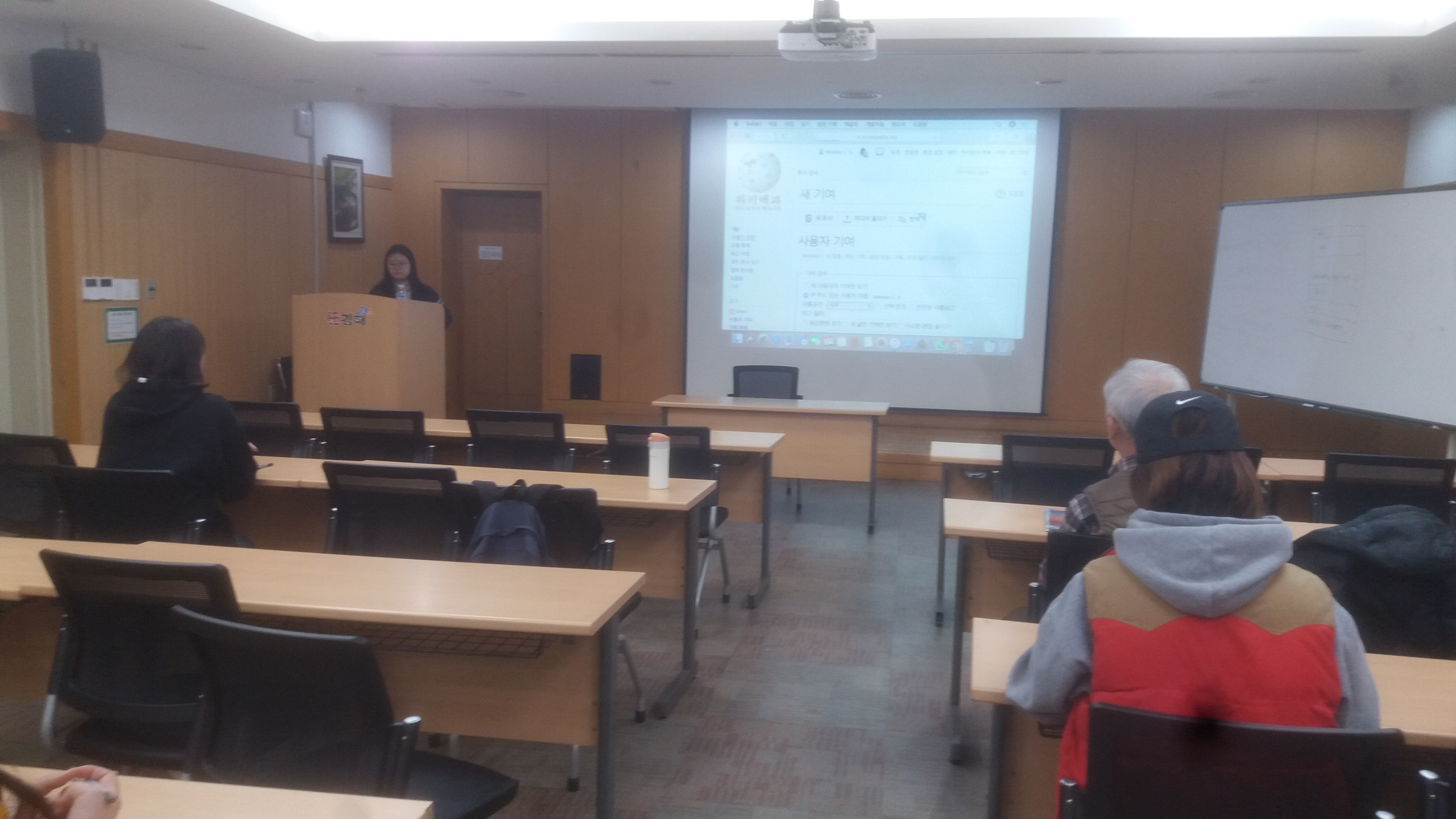
시청각실
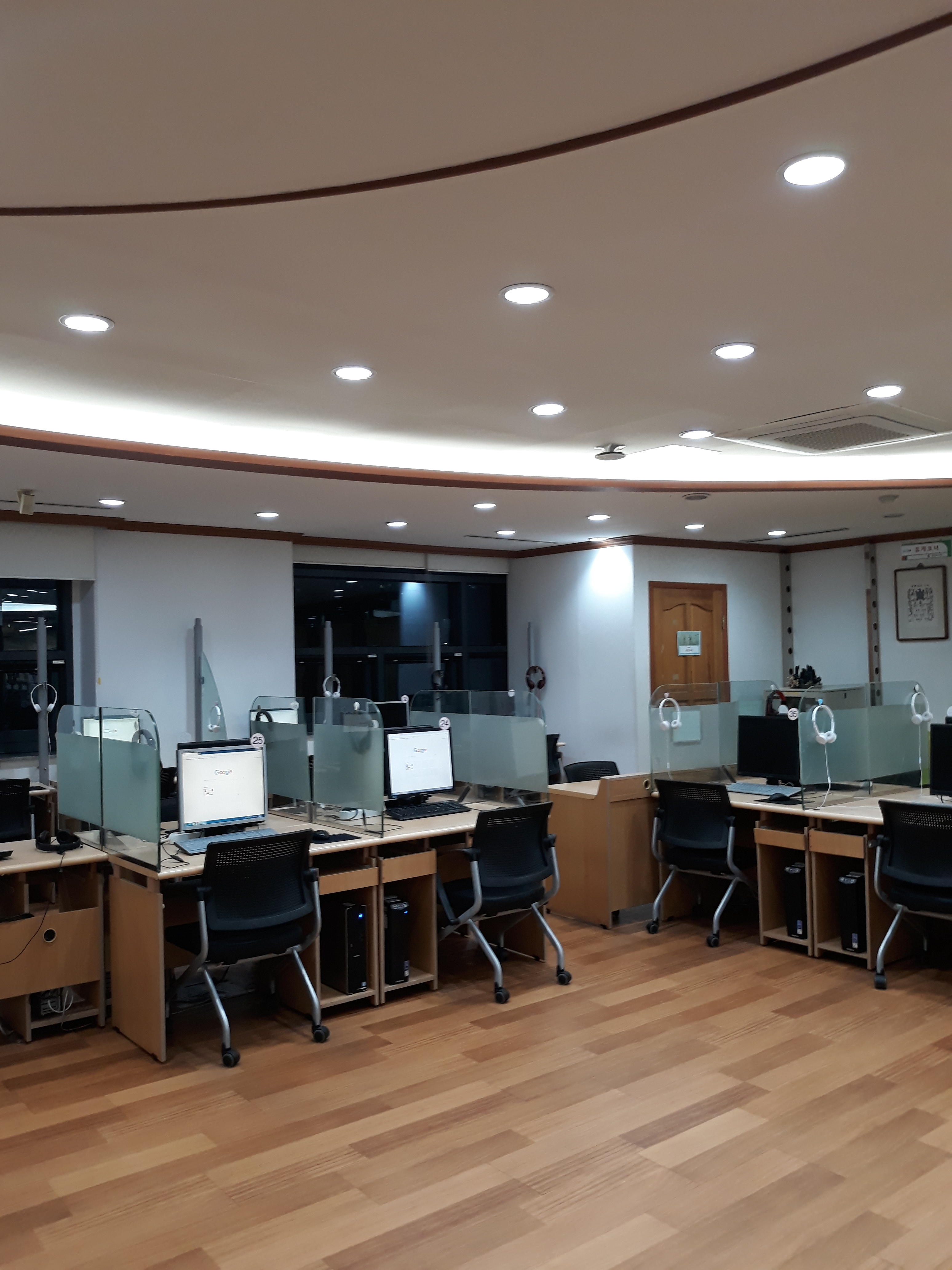
멀티미디어실
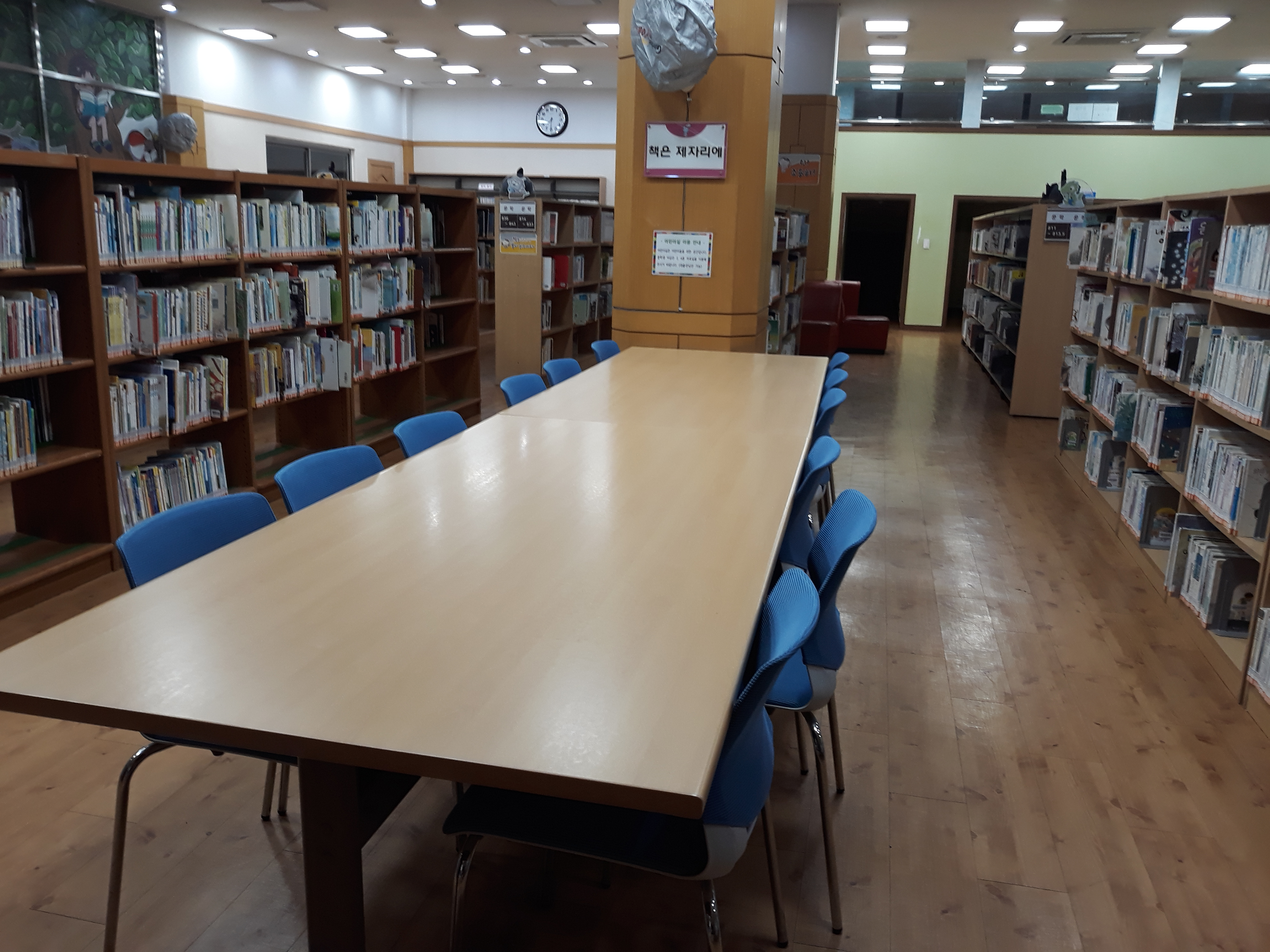
어린이열람실